# 羿

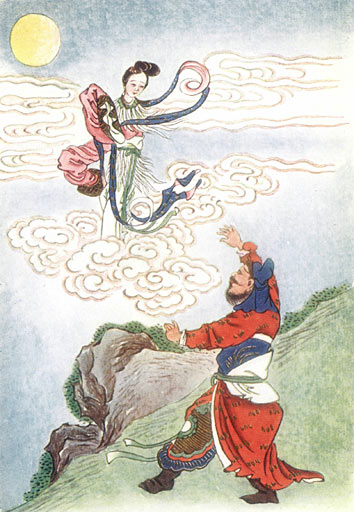
嫦娥、月に奔る

羿（げい、拼音: Yì イー）は、中国神話に登場する人物。后羿（こうげい、拼音: Hòuyì ホウイー）、夷羿（いげい）とも呼ばれる。弓の名手として活躍したが、妻の嫦娥（姮娥とも書かれる）に裏切られ、最後は弟子の逢蒙によって殺される、悲劇的な英雄である。
羿の伝説は、『楚辞』天問篇の注などに説かれている太陽を射落とした話（射日神話、羿射九日）が知られるほか、その後の時代に活躍した君主である后羿を伝える話（夏の時代の羿の項）も存在している。名称が同じであるため、前者を「大羿」、後者を「夷羿」や「有窮の后羿」と称し分けることもある。その大羿は中国神話最大の英雄の一人である。
日本でも古くから漢籍を通じてその話は読まれており、『将門記』（石井の夜討ちの場面）や『太平記』（巻22）などに弓の名手であったことや9個あった太陽の内8個を射落としたことが引用されているのがみられる。

## 羿射九日（いしゃきゅうじつ）
天帝である帝夋には羲和という妻がおり、その間に太陽となる10人の息子を産んだ。この十体の太陽はそれぞれ鳥に乗せられていて普段は極めて巨大な神樹である扶桑树の所で生息や入浴をしていた、そして交代で1日に1人ずつ地上を照らす役目を負う、この十日を一旬と呼ばれることになる。ところが帝堯の時代に、太陽達が遊びたくて、いっぺんに現れるようになった。地上は灼熱地獄のような有様となり、作物も全て枯れてしまった。このことに困惑した帝堯に対して、天帝である帝夋はその解決の助けとなるよう、天から神の一人である羿をつかわした。帝夋は羿に彤弓(紅色の弓)と素矰（白羽が飾った弓矢)を与えた。羿は、帝堯を助け、初めは威嚇によって太陽たちを、元のように交代で出てくるようにしようとしたが効果がなかった。そこで、1つだけ残して9の太陽を射落とした。これにより地上は再び元の平穏を取り戻したとされる。
その後も羿は、各地で人々の生活をおびやかしていた数多くの凶獣（窫窳・鑿歯・九嬰・大風・修蛇・封豨）を退治し、人々にその偉業を称えられた。

### 不老不死の薬
自らの子（太陽たち）を殺された帝夋は羿を疎ましく思うようになり、羿と妻の嫦娥（）を神籍から外したため、彼らは不老不死ではなくなってしまった。羿は万仭の崖を登り崑崙山の西に住む西王母を訪ね、不老不死の薬をもらって帰ったが、嫦娥は薬を独り占めにして飲んでしまう。嫦娥は羿を置いて逃げるが、天に行くことを躊躇して月（広寒宮）へしばらく身をひそめることにする。そして、羿を裏切ったむくいで体はヒキガエルになってしまい、そのまま月で過ごすことになったと言う説もある（嫦娥奔月の項も参考）。
なお、羿があまりに哀れだと思ったのか、「満月の晩に月に月餅を捧げて嫦娥の名を三度呼んだ。そうすると嫦娥が戻ってきて再び夫婦として暮らすようになった」という話が付け加えられることもある。

### 逢蒙殺羿
その後、羿は狩りなどをして過ごしていたが、弟子である逢蒙（ほうもう）という者に自らの弓の技を教えた。逢蒙は羿の弓の技を全て吸収した後、「羿を殺してしまえば私が天下一の名人だ」と思うようになり、ついに羿が注意していないうちに背後からを撲殺してしまった。このことから、身内に裏切られることを「羿を殺すものは逢蒙」（逢蒙殺羿）と言うようになった。

## 夏の時代の羿
別に伝えられているのは、『路史』夷羿伝や『春秋左氏伝』などにあるもので夏王朝を一時的に滅ぼしたという伝説である。こちらの伝説ではおもに后羿（こうげい）という呼称が用いられている。堯と夏それぞれの時代を背景にもつ2つの伝説にどういった関わりがあるのかは解明されていない部分がある。白川静は、後者の伝説は羿を奉ずる部族が、夏王朝から領土を奪ったことを示しているとしている。
后羿は鉏（現在の河南省滑県）の地の豪族・有窮氏の出身であり、窮国の諸侯の一族であった。有偃氏であり皋陶の末裔であるという伝承や、有鬲氏の出身であるとする説などがあるが詳細は不明である。后羿は子供の頃に親とともに山へ薬草を採取に出かけたが山中ではぐれてしまい、楚狐父（そこほ）（『帝王世紀』では吉甫）という狩人によって保護される。楚孤父が病死するまで育てられ、その間に弓の使い方を習熟した。その後、弓の名手であった呉賀（ごが）からも技術を学び取り、その弓の腕をつかって羿は勢力を拡大していったとされる。
太康（夏の第3代帝）の治世、太康は政治を省みずに狩猟に熱中していた。羿は、武羅・伯因・熊髠・尨圉などといった者と一緒に、夏に対して反乱を起こし、太康を放逐して夏王朝の領土を奪った。羿は王として立ち、窮石（現在の河南省洛陽の南）を都として諸侯を支配下に置くこととなる。しかしその後の羿は、伯封を殺し、その母である玄妻を娶り、寒浞（）という奸臣を重用し、武羅などの忠臣をしりぞけ、政治を省みずに狩猟に熱中するようになり、最後は玄妻と寒浞によって相王の8年に殺されてしまった。